# Piraí do Sul
Piraí do Sul – miasto i gmina w Brazylii, w stanie Parana. Znajduje się w mezoregionie Centro Oriental Paranaense i mikroregionie Jaguariaíva.